# 286
286是285與287之間的自然數。

## 在數學中
- 合數，正因數有1、2、11、13、22、26、143和286。
質因數分解為{\displaystyle 2\times 11\times 13}。
- 虧數，真因數和為218，虧度為68。
- 無平方數因數的數。
- 第31個楔形數。前一個為285、下一個為290。
- 十进制的奢侈數。
- 無平方數因數的數
- 七邊形數
- 四面體數

## 在人類文化中
- Intel 80286的简称
- 黃牛章是整部《古蘭經》篇幅最長的蘇拉，長達286個阿亞
- 山普拉斯創下了286週ATP單打世界排名第一的紀錄

## 在天文中
- NGC 286是鯨魚座的一個星系
- 天琴座的面積為286平方度
- 月亮的疫沼直徑286公里

## 在其他領域中
- 公元286年和前286年
- 邓小平的别称